# Malum morale
Malum morale (lat. „moralisches Übel“) ist ein Begriff, den Leibniz in die Theodizee eingeführt hat.
Leibniz unterscheidet zwischen einem malum physicum, einem malum morale und einem malum metaphysicum. Das Konzept für diese Dreiteilung wird Augustinus von Hippo zugeschrieben; freilich kommen diese mala nicht in dieser begrifflichen Form und systematisiert, sondern der Sache nach verstreut an unterschiedlichen Stellen seines Gesamtwerkes bei ihm vor.
In Abgrenzung zum malum physicum bezeichnet der Ausdruck malum morale ein Übel, das Folge einer menschlichen Freiheitsentscheidung ist. Im Unterschied zum malum metaphysicum meint das malum morale das konkrete Übel und nicht die grundlegende Unvollkommenheit der Schöpfung.
In allen drei Fällen geht es um ein Übel, das Leid beim Menschen (oder bei einem anderen leidensfähigen Lebewesen) verursachen kann. Dies wirft die „Theodizeefrage“ auf, das heißt die Frage, wie dies mit der Güte Gottes vereinbar ist.
Beispiele für mala moralia sind Kriege, Misswirtschaft, Verbrechen usw.
Die Theodizeefrage stellt sich dahingehend, ob Gott nicht eine Welt mit keinem Leid oder weniger Leid hätte schaffen können oder müssen.